# Lucas Thwala
Lucas Bongane Thwala (Nelspruit, 19 oktober 1981) is een Zuid-Afrikaans voormalig voetballer die doorgaans speelde als linksback. Tussen 2004 en 2013 speelde hij voor Orlando Pirates, Platinum Stars en Supersport United. Thwala maakte in 2005 zijn debuut in het Zuid-Afrikaans voetbalelftal, waarin hij tot één doelpunt in zesentwintig duels kwam.

## Clubcarrière
Thwala brak in 2004 door bij Orlando Pirates en hij wist bij die club een belangrijke rol te veroveren, waarmee hij ook een vast lid werd van de nationale selectie. In januari 2012 leek hij minder in actie te gaan komen en daarop werd hij verhuurd aan Platinum Stars. Verder dan zeven duels kwam de verdediger niet. In de zomer van datzelfde jaar trok Supersport United hem aan, maar na één jaar gingen club en speler uit elkaar. Begin 2018 zette hij, na een lange periode zonder werkgever, een punt achter zijn actieve loopbaan als voetballer.

## Interlandcarrière
Op 26 februari 2005 debuteerde Thwala voor het Zuid-Afrikaans voetbalelftal, tijdens een wedstrijd tegen de Seychellen om de COSAFA Cup. Thwala was ook lid van de selectie voor de Gold Cup 2005 en tevens werd hij opgenomen in de selectie voor het WK 2010, waar hij met gastland Zuid-Afrika in de groepsfase geëlimineerd zou worden.